# ترومسو إيدريتسلاغ
ترومسو إيدريتسلاغ (بالنرويجية: Tromsø Idrettslag) هو نادي كرة قدم نرويجي تأسس في عام 1920، ويقع مقره في مدينة ترومسو. يلعب حالياً في الدوري النرويجي الممتاز منذ صعوده إليه في عام 1985، وهبط إلى الدرجة الثانية في موسمي 2001 و 2014.